# 夸斯
夸斯（法語：Coise，法語發音：[kwaz]）是法国罗讷省的一个市镇，属于里昂区。

## 地理
夸斯（45°36'49"N, 4°28'24"E）面积9.03 平方千米，位于法国奥弗涅-罗讷-阿尔卑斯大区罗讷省，该省份为法国中东部省份，北起顺时针与索恩-卢瓦尔省、安省、里昂大都会、伊泽尔省和卢瓦尔省接壤。
与夸斯接壤的市镇（或旧市镇、城区）包括：夸斯河畔圣桑福里安、沙特吕、夸斯河畔圣但尼、拉拉雅斯。

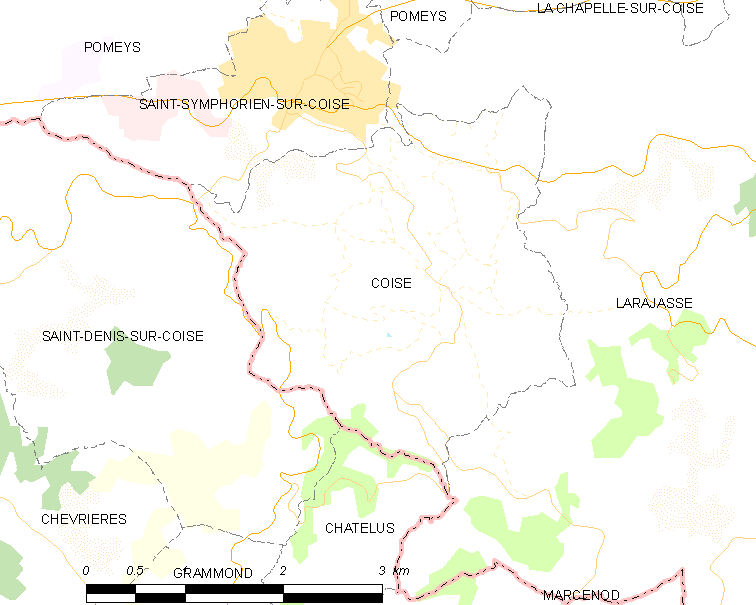
夸斯的OSM定位图

夸斯的时区为UTC+01:00、UTC+02:00（夏令时）。

## 行政
夸斯的邮政编码为69590，INSEE市镇编码为69062。

## 政治
夸斯所属的省级选区为沃涅赖县。

## 人口

1962-2008年间夸斯人口变化图示

夸斯于2022年1月1日时的人口数量为794人。